# Montagnac-la-Crempse
Montagnac-la-Crempse è un comune francese di 388 abitanti situato nel dipartimento della Dordogna nella regione della Nuova Aquitania.

## Società

### Evoluzione demografica
Abitanti censiti